# Dendromyza
Dendromyza es un género con once especies de plantas de flores perteneciente a la familia Santalaceae. 

## Especies seleccionadas
- Dendromyza apiculata
- Dendromyza crassifolia
- Dendromyza cucullata